# Granberget (naturreservat, Arjeplogs kommun)
Granberget är ett naturreservat i Arjeplogs kommun i Norrbottens län.
Området är naturskyddat sedan 1997 och är 0,9 kvadratkilometer stort. Reservatet omfattar nordvästsluttningen av berget Kuottavaare och består av en myr i väster och grandominerad skog . 